# Omar Khadr
Omar Ahmed Sayid Khadr (Toronto, Canadá, 19 de septiembre de 1986) es un ciudadano canadiense que estuvo preso en el Centro de detención de Guantánamo.
Es el cuarto hijo de la familia Khadr.

## Biografía
Fue capturado el 27 de julio de 2002 (a los 15 años de edad) por las fuerzas armadas estadounidenses en Afganistán, tras una batalla que duró cuatro horas, y en la que murió un soldado estadounidense.
Estuvo preso en Bagram (Afganistán), donde fue torturado hasta perder la motricidad en el brazo izquierdo. Después fue trasladado al Centro de detención de Guantánamo (en la bahía de Guantánamo, Cuba).
Khadr es considerado el prisionero más joven detenido sin cargo por el gobierno estadounidense, y ha sido catalogado frecuentemente como un «niño soldado». Lo singular del caso es que el Gobierno de Canadá se negó a pedir la extradición o repatriación del muchacho a pesar de las exhortaciones de Amnistía Internacional, UNICEF y el Colegio de Abogados Canadiense, entre otros.
Khadr es el único preso en Guantánamo que ha sido llevado frente a un juez, y no toma parte en el boicot a los tribunales militares. Khadr, que estuvo 9 años en el campo, fue acusado de crímenes de guerra y de proveer apoyo al terrorismo.
Fue capturado tras supuestamente haber tirado una granada que provocó la muerte de un soldado estadounidense.
En febrero de 2008, el Pentágono accidentalmente liberó documentos que revelan que a pesar de que Khadr estuvo presente en el tiroteo, no existe evidencia alguna de que haya sido él quien lanzó la granada. De hecho, oficiales militares declararon en un primer momento que otro militante fue quien tiró la granada justo antes de ser asesinado.
Actualmente, está libre.